# Silvia Balletti
Silvia Balletti (Tolosa, 27 giugno 1701 – Parigi, 16 settembre 1758) nome di nascita Giovanna Rosa Benozzi, fu un’attrice di origine italiana che visse in Francia.
Fu certamente la più nota attrice teatrale del suo tempo. Era conosciuta con il suo nome d'arte, Silvia, dal nome del personaggio che interpretava: la prima amorosa.
La sua carriera fu brillantissima e durò praticamente tutta la vita: l'abbandono delle scene precedette di poco la morte. Donna di gran carattere, ebbe un ruolo che andò molto al di là della semplice interpretazione. La sua forte personalità influenzò notevolmente anche la produzione teatrale, soprattutto per quanto riguarda Marivaux, col quale costruì un lungo sodalizio di gran successo. 

## Biografia

### Dalla nascita al debutto
Silvia Balletti nacque nel 1701 a Tolosa. All'epoca, in osservanza al decreto di allontanamento da Parigi che comminava il divieto di tenere rappresentazioni a meno di 30 leghe dalla capitale, i comici italiani potevano esercitare la professione solo in provincia, il che però non significa che la loro situazione economica e sociale fosse di particolare disagio. I genitori erano due comici di origine veneziana, con ogni probabilità aggregati alla compagnia italiana di Giuseppe Tortoriti (Pascariello): Antonio Benozzi e Clara Mascara. 
I documenti relativi al battesimo di Silvia chiariscono notevolmente lo status sociale dei genitori e più in generale dei comici italiani in Francia, dopo il decreto di espulsione dalla capitale del 1697. Secondo l'usanza del tempo, la neonata, subito dopo la nascita, fu portata in chiesa e sottoposta a un battesimo sommario (ondoyement). Successivamente, il 18 luglio 1701, fu battezzata con il rito solenne. Alla cerimonia, che si tenne nella cattedrale di Sainte-Étienne, parteciparono personaggi di notevole rilievo: Jean Mathias du Riquet padrino, Rose Guionne de Monyer (o Mosnier), madrina, suo marito Raymond de Tifault, Jacques Barthélémy de Gramont, barone di Lanta.
Silvia trascorse l'infanzia e l'adolescenza a Tolosa e, in occasione della riapertura della Comédie Italienne, che avvenne nel 1716, si trasferì a Parigi per raggiungere la compagnia di Luigi Riccoboni, insieme al padre Antonio, al fratello Bonaventura e alla sorella minore Maria. Non vi sono notizie circa l'attività teatrale di Silvia prima del trasferimento a Parigi ma si ritiene che debba aver avuto qualche esperienza di palcoscenico, altrimenti non avrebbe potuto partecipare alle rappresentazioni, in una situazione tanto delicata per la compagnia che doveva, dopo quasi vent'anni di chiusura, rinnovare i successi della Comédie Italienne nella sede storica dell'Hôtel de Bourgogne. 
La compagnia debuttò, il 18 maggio 1716, con la commedia L'Heureuse Surprise (L'Inganno fortunato). Il successo fu clamoroso e l'incasso della serata ammontò a ben 4.000 livres. Poco dopo gli attori italiani presero possesso della sede storica cioè l'Hôtel de Bourgogne, alla quale erano stati posti i sigilli il 14 maggio 1697. e la sera del primo giugno 1716 andò in scena, alla presenza del Reggente, la commedia in tre atti La folle supposée (La Finta pazza).
Le rappresentazioni che si susseguirono portarono ad una affermazione sempre più decisa di Silvia e la giovane attrice arrivò ben presto a ricoprire il ruolo prestigioso di “prima amorosa”. L'attività proseguì con grande successo, tuttavia si andò delineando sin dall'inizio il conflitto tra i gusti del pubblico, che era rimasto legato alla rappresentazione tradizionale delle maschere italiane, e i progetti di Riccoboni che era un riformatore e intendeva passare dalla forma basata su canovacci, con largo spazio lasciato all'improvvisazione, a un teatro basato su testi scritti. 
Inoltre c'era il problema della lingua, poiché il pubblico non intendeva l'italiano; fu quindi necessario adattarsi rapidamente e in questo Silvia fu avvantaggiata perché il suo francese era reso ancora più accattivante dal leggero accento italiano. Il cambiamento in realtà era già avvenuto in precedenza, cioè a partire dal 1680, allorché il repertorio era basato su lavori in francese interpretati però dalle maschere italiane, con la tradizionale distribuzione dei ruoli che rappresentavano i vari caratteri. Quindi il cammino era già tracciato e non restava che adeguarsi.

### Il matrimonio
La consuetudine di scena di Silvia con Giuseppe Balletti, in arte “Mario”,, portò a un fidanzamento e, in breve tempo, a progetti di matrimonio. Il promesso sposo si trovò ad affrontare il problema della consanguineità in quanto i due erano cugini primi. Inoltre l'autorità ecclesiastica era piuttosto restia ad ammettere ai sacramenti, compreso il matrimonio, gli attori, ai quali peraltro veniva anche negata la sepoltura in terra consacrata. A questo punto, per superare le difficoltà, si fece ricorso alla protezione di Thomas-Simon Gueullette, consigliere del re e singolare figura di magistrato allo Chatelet (giurisdizione penale), appartenente alla cosiddetta nobiltà di toga, appassionato di lettere e soprattutto di teatro. 
Essendosi trovato in una situazione analoga, in quanto aveva sposato nel 1715 la propria cugina germana e forte della sua posizione a corte, riuscì in breve tempo a condurre in porto le nozze che ebbero luogo il primo luglio 1720 a Drancy-le-Grand nella chiesa di Saint-Germain d'Auxerre. Il contratto di nozze specificava che la sposa apportava 8.000 livres in quote della compagnia più mobili, arredi, biancheria e vestiario per un valore di 15.000 livres; lo sposo apportava una somma equivalente in quote della Comédie e beni di vario genere per un valore di 8.000 livres. Le cifre in questione sono da giudicare molto elevate in assoluto e soprattutto tenuto conto della giovane età degli sposi, quindi si presume derivassero da donazioni delle famiglie d'origine.

### L'incontro con Marivaux
Il 17 ottobre 1720 andò in scena Arlequin poli par l'amour di Marivaux. Inizia con questa rappresentazione un sodalizio tra l'autore emergente e Silvia, attrice ormai affermata, che produsse frutti insperati anche se fu talvolta interrotto da dissapori e incomprensioni. Rimane dubbio se la frequentazione sia rimasta soltanto sul piano professionale o se i due abbiano vissuto una vicenda sentimentale. 
Il primo incontro ci è stato trasmesso in maniera probabilmente romanzata: si diceva che Marivaux avesse fatto recapitare a Silvia, in modo anonimo, il copione della commedia e che lei, colpita dalla freschezza dell'opera, si fosse adoperata per farla mandare in scena. Successivamente l'autore sembra avesse chiesto a Silvia di farle visita e trovato accanto a lei il copione, avesse chiesto il permesso di leggerlo. La lettura fu una rivelazione e l'attrice avrebbe esclamato: ”Vous êtes le diable…. ou l'auteur” (Siete il diavolo… o l'autore), al che Marivaux avrebbe risposto: “Madame, je ne suis pas le diable” (Signora, non sono il diavolo).
L'aneddoto, a prescindere dalla verità storica, chiarisce esattamente quale fu il rapporto tra il commediografo e l'attrice. Marivaux intuì la ricchezza dei mezzi espressivi di Silvia e cercò di accordare opera e interprete in modo da trarre il risultato migliore. Difficile dire se sia stata l'attrice a conformarsi allo stile di recitazione proposto oppure l'autore che, ispirato da Silvia, le abbia “cucito” addosso personaggi dallo stile nuovo e inconfondibile. A giudicare dall'immenso successo che portò Silvia a diventare l'idolo della Francia e a farla giudicare insostituibile, verrebbe da pensare che il merito fu essenzialmente suo ma non è da sottovalutare la finezza di ingegno e di carattere del commediografo. In definitiva anche in questo caso, come in tanti altri, le doti di ognuno dei componenti il sodalizio artistico furono amplificate dalla presenza e dal talento dell'altro.
Il 3 maggio 1722 viene rappresentata la commedia La Surprise de l'amour che sancisce la definitiva consacrazione di Silvia come protagonista oscurando definitivamente la rivale di sempre: Elena Balletti. Si rafforza ulteriormente la collaborazione con Marivaux e si afferma uno stile che darà luogo addirittura a termini verbali di nuovo conio: nasce il “marivaudage” cioè il gioco amoroso del corteggiamento raffinato, elegante e sottile nei sentimenti.
Nel 1723 muore il Reggente, sale al trono Luigi XV e per i comici italiani il momento è delicato. Era stato il Reggente a chiamarli in Francia e ad offrire sempre protezione e sostegno. Ma la crisi è presto superata: gli attori ottengono dal re l'ambito titolo di “Comédiens Ordinaires du Roy”.
Nel 1724 Silvia dà alla luce il primo figlio Antonio Stefano, battezzato il 14 maggio. A quattro anni dalle nozze la famiglia si consolida e l'intesa dei due coniugi è all'apparenza perfetta.
Il ménage matrimoniale, in realtà, data la personalità dei due attori, era tutt'altro che tranquillo. Il condividere vita quotidiana e professione, nonché un successo e una notorietà che andavano aumentando sempre più, provocava notevoli contraccolpi nell'ambito familiare. 
Di una grossa crisi tra Silvia e il marito rimane una testimonianza in una lettera, scritta da un personaggio molto particolare: Charlotte Aïssé. Nel suo epistolario, sotto la data del novembre 1726, si può leggere: La povera Silvia è stata lì lì per morire: sostengono che abbia un giovane amante a cui tiene molto e che il marito geloso l'abbia picchiata brutalmente facendola abortire di due bambini, al terzo mese.

### La pienezza del successo
Malgrado i dissapori coniugali la coppia continua a mietere successi. Qualcosa però cambia nella struttura della compagnia. In origine, all'atto dell'arrivo a Parigi, le regole scritte su cui si basava il funzionamento del sodalizio non davano alcuna rappresentanza né potere decisionale alle attrici. 
Ma la sera del 27 aprile 1729 è Silvia che rivolge il compliment al pubblico. Si trattava di una breve presentazione con cui un attore si assumeva il compito di ingraziarsi gli spettatori. Il fatto che l'onere fosse sempre assunto da un attore manifestava chiaramente come le attrici non avessero voce in capitolo. E di conseguenza, con l'assunzione del compito da parte di un'attrice, si vuole trasmettere un messaggio preciso. Silvia con la sua forza di carattere ha preteso di assumere un ruolo decisionale sia nell'assemblea della compagnia che nei confronti del pubblico e non esita a esporre con chiarezza la situazione e il nuovo ruolo che si è assunta.
Il decennio che inizia nel 1730 coinciderà per Marivaux con il culmine della produttività. Passa di successo in successo. Il 23 gennaio 1730 si rappresenta Le Jeu de l'amour et du hasard (Il gioco dell'amore e del caso) e il lavoro riceve le consuete lodi della critica.
Pochi mesi dopo Silvia dà alla luce il secondo figlio, Luigi Giuseppe, che viene battezzato il 19 aprile. 
Il 23 agosto 1731 va in scena L'amante difficile e il Mercure de France (settembre 1731) commenta “..Silvia interpreta alla perfezione il ruolo dell'amante difficile… con tutta la grazia e la vivacità che le sono proprie.”

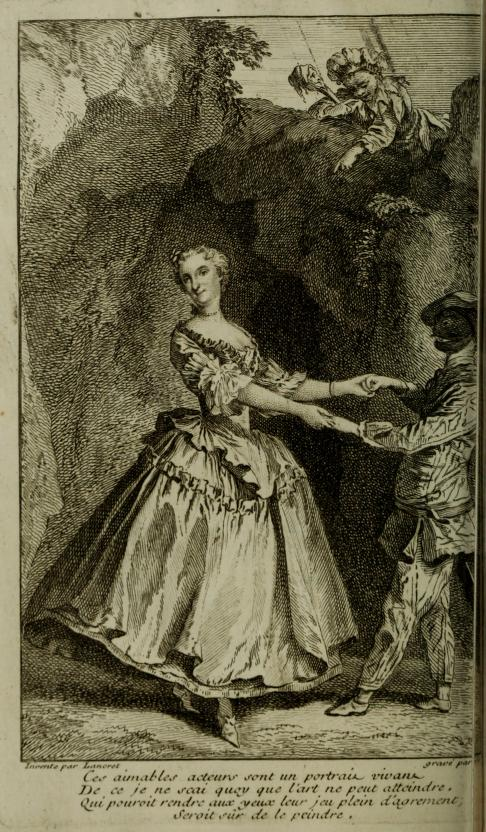
Silvia e Thomassin, incisione di Cars

Segue, il 10 settembre 1731, Le Je ne sais quoi di Boissy con musica di Mouret. Sull'edizione a stampa della commedia apparirà un'incisione di Laurent Cars, tratta da un quadro di Nicolas Lancret, in cui Silvia e Thomassin si mostrano sulla scena al culmine del successo.
Il 26 luglio 1732 Silvia torna a interpretare una commedia di Marivaux: L'École des mères e la critica commenta “Silvia interpreta il suo personaggio con l'ingenuità che ha reso il suo talento così prezioso”
Anche quando si rappresentano opere di scarsa qualità, come nel caso di Arlequin apprenti philosophe di Davesne (15 aprile 1733), la critica osserva che “...per quanto il soggetto sia banale e scontato tuttavia l'interpretazione di Silvia è convincente”.
Nel 1736 nasce il terzo figlio Guglielmo Luigi battezzato il 23 ottobre.
Un grave lutto colpisce la compagnia nel 1739: il 19 agosto muore Tommaso Visentini, il beniamino del pubblico parigino che lo ha affettuosamente soprannominato Thomassin. È da sempre Arlecchino, il partner di Silvia e, oltre al trauma emotivo, la compagnia deve risolvere l'arduo problema della sua sostituzione sulla scena. Si succedono vari interpreti ma nessuno riesce ad eguagliare lo scomparso. Dopo che numerosi attori si sono cimentati nell'impresa, il ruolo viene finalmente assunto con successo da Antonio Costantini.
Nel 1740 nasce l'ultima figlia di Silvia, Maria Maddalena, battezzata il 4 aprile, che in famiglia verrà affettuosamente chiamata Manon.
Negli anni successivi la carriera di Silvia continua con immutato successo che apparentemente l'età non riesce a scalfire.

### L'incontro con Casanova
Benché fosse un personaggio notissimo, ben poche sono le notizie sulle vicende private dell'attrice e meno che mai sul suo carattere. Con un'unica eccezione importante: le Memorie di Giacomo Casanova. Arrivato a Parigi nel 1750, in compagnia del figlio primogenito di Silvia, Antonio Stefano Balletti, che è suo amico, il venticinquenne avventuriero incontra la celebre attrice e ne rimane molto colpito. Va notato che pur essendo figlio di attori, Casanova non fu mai tenero, nel giudizio morale, con le attrici e Silvia costituisce una delle rarissime eccezioni. Di lei, ormai alle soglie dei cinquant'anni, dà una descrizione molto vivida: alle porte di Parigi la madre amorevole corre incontro in carrozza al figlio prediletto. Le vetture si fermano, Silvia scende dalla sua e con grande naturalezza invita lo sconosciuto a cena.
Del successivo incontro, Casanova fa una narrazione accurata, descrivendo minuziosamente l'attrice la cui fama era alle stelle…. Per quanto si sforzi di rendere con la maggiore precisione possibile l'aspetto e il carattere di Silvia, si trova in difficoltà e dichiara che il suo fascino e persino il suo aspetto sono enigmatici. Casanova ha percepito, e rielaborato a distanza di quarant'anni allorché scrive le Memorie, il mistero, quel “certo non so che” di cui nessuno ha saputo mai dare una interpretazione soddisfacente.
Casanova scrive che Silvia era elegante, nobile nel contegno e nel tratto, disinvolta, affabile, allegra, sottile nei suoi ragionamenti, cortese con tutti, intelligentissima e per nulla pretenziosa e dopo aggiunge che però Il suo volto era un enigma, come donna, infatti, era interessante e piaceva a tutti, tuttavia, guardandola, non la si poteva dir bella… com'era dunque? Bella ma secondo leggi e proporzioni ignote a tutti…. Poco dopo aggiunge che, oltre alle doti menzionate, ne aveva una che la rendeva unica nel suo ambiente: era una donna onesta. Per questo, aggiunge, fu onorata non solo dalla protezione ma anche dall'amicizia di dame dell'alta società; per questo nessuno osò mai disapprovarla o fischiarla in teatro, poi conclude: Era voce comune che Silvia fosse una donna al di sopra della sua condizione. 
Il giudizio è da ritenersi molto autorevole per la personalità dell'autore e per la lunga consuetudine che ebbe con la famiglia da lui frequentata, quasi quotidianamente, per lunghissimi periodi e appare corretto anche se sembra in contrasto con l'episodio, sopra riportato, delle percosse ricevute dal marito a causa di un presunto tradimento ed anche con alcuni rapporti di polizia in cui si segnalava che Silvia manteneva Casanova essendone l'amante.
Per comprendere la situazione va considerato che il giudizio morale nei confronti delle attrici era all'epoca assai severo, cosa che Casanova sapeva benissimo e che condivideva in larga misura. Quindi non si sarebbe lanciato, rischiando il ridicolo, in un simile elogio se effettivamente non fosse stato convinto di quanto affermava. Certamente va anche considerato che, a tanta distanza di tempo, la nostalgia e l'affetto possono averlo indotto a calcare la mano ma sostanzialmente esprimeva quella che era la valutazione corrente nei confronti di Silvia e che trova conferme e riflessi in molte cronache del tempo, in cui ci si riferisce alla sua persona sempre con grande rispetto e considerazione.
Sicuramente ebbe un peso nel giudizio anche il generoso trattamento ricevuto, in particolare in occasione del secondo viaggio a Parigi allorché Casanova, fuggito dai Piombi, era giunto (1757) nella capitale francese sicuro di trovare tutti gli appoggi del caso. In quell'occasione fu trattato come un membro della famiglia e in seguito il legame si rafforzò ulteriormente quando si fidanzò con la giovane figlia di Silvia, Manon. Dall'unica lettera che ci è pervenuta, scritta da Silvia il 9 settembre 1757 e indirizzata a Casanova, al di là del contenuto, si percepisce il tono piuttosto giudizioso e quasi materno, ben lontano da quello che avrebbe usato una ex amante.

### Ritiro dalle scene e morte
Dopo una ininterrotta stagione di trionfi Silvia, che era passata a causa dell'età dal ruolo di “prima amorosa” a quello di “madre nobile”, si ritirò dalla scene nel febbraio del 1758 e, nel settembre dello stesso anno morì, a 57 anni d'età. Consapevole della fine, chiama il notaio e fa redigere minuziosamente le sue ultime volontà la cui lettura consente di valutare il tenore di vita agiato in cui era vissuta e la cospicua fortuna accumulata. 
Di ciò rimane anche testimonianza nell'atto di matrimonio della figlia Manon che, a due anni dalla scomparsa della madre, fu in grado di portare in dote una considerevole sostanza della quale facevano parte anche due rendite vitalizie costituite rispettivamente dal re Luigi XV e dalla Pompadour a testimonianza del favore di cui la famiglia Balletti godeva presso la Corte.
Dopo la morte, per espressa volontà testamentaria, si attesero due giorni prima di procedere alla sepoltura. Silvia si rese conto che la richiesta sarebbe stata giudicata puerile e si scusò per questa debolezza “…on trouvera cela bien puéril mais c'est une faiblesse humaine qu'on voudra bien me perdonner”. Silvia fu sepolta nella chiesa di Saint Saveur ora non più esistente. Contrariamente a quanto avveniva normalmente per gli attori, cui veniva negata la sepoltura in terra consacrata, i componenti della compagnia italiana godevano di un privilegio in quanto tutti insigniti del titolo di “officier du roi” con il quale venivano citati nel registro dei morti della parrocchia di Saint Saveur.

## Il giudizio critico
Il giudizio dei contemporanei su Silvia fu quasi unanimemente positivo e spesso ampiamente celebrativo. Innumerevoli le testimonianze in tal senso: oltre all'apprezzamento di Federico il Grande, vi sono costanti riconoscimenti di addetti ai lavori, critici e in genere personaggi del mondo dello spettacolo. La fama di Silvia era immensa e non si spense con la sua morte, un esempio si trova nelle Memorie di Carlo Goldoni, scritte a Parigi in tarda età, in cui il commediografo ricorda …madamigella Silvia, che fece le delizie della Comédie Italienne a Parigi…. 
Le critiche dei contemporanei furono sempre lusinghiere e praticamente unanimi. Antoine de Léris nel suo Dictionaire portatif 1754, alla voce “Silvia”, scrive …eccellente attrice, una delle più perfette che siano apparse da lungo tempo..
Le voci dei detrattori sono rare e forse influenzate da circostanze personali. Si ricorda il giudizio estremamente duro di Friedrich Melchior von Grimm, che però aveva assistito a interpretazioni di Silvia solo negli ultimi anni della sua carriera, da valutare anche alla luce dei suoi gusti personali in materia di teatro e degli altalenanti rapporti che ebbe sempre con gli artisti.

## I luoghi di Silvia

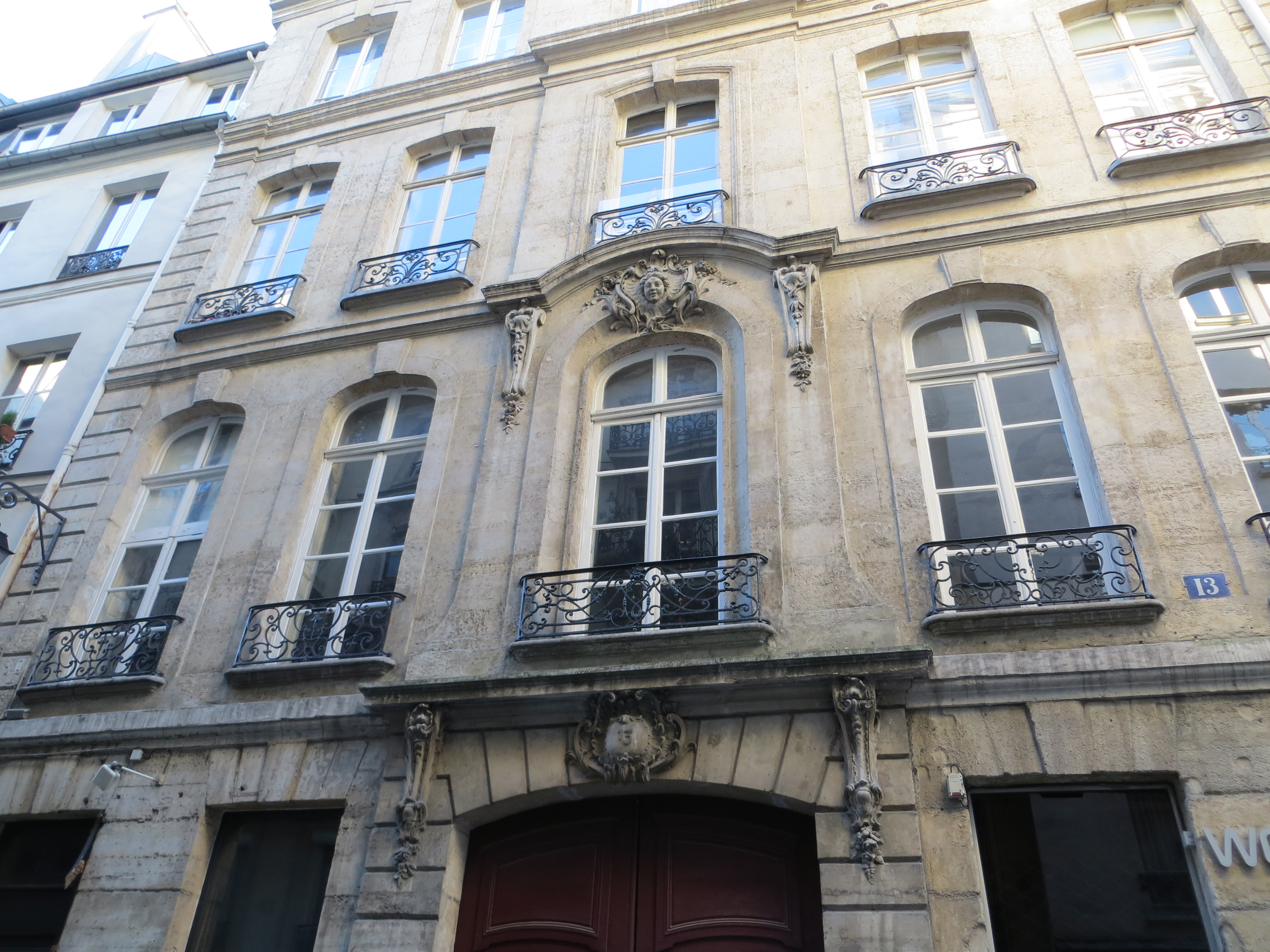
La casa in cui Silvia Balletti visse e morì.

Silvia frequentò tutta la vita il quartiere in cui vivevano attori e teatranti in genere, nei pressi dell'Opera, della Comédie Française e della Comédie Italienne. Il reticolo di strade tra la Rue Mauconseil, la Rue des Deux Portes Saint-Sauveur, ora Rue Dussoubs, e la Rue du Petit-Lion, ora Rue Tiquetonne. Le dimore si adattarono col tempo ai bisogni della famiglia che era già abbastanza numerosa all'atto del trasferimento a Parigi e andò via via aumentando. L'ultima abitazione era “importante”, a testimonianza della raggiunta tranquillità economica. La famiglia Balletti subaffittò una porzione del palazzo locato a Charles Simon Favart, personaggio di spicco nel mondo teatrale parigino, sito al civico 13 della attuale Rue Tiquetonne, rimasto immutato, almeno nell'aspetto esterno. Lì Silvia trascorse gli ultimi anni della sua vita e morì.

## Iconografia

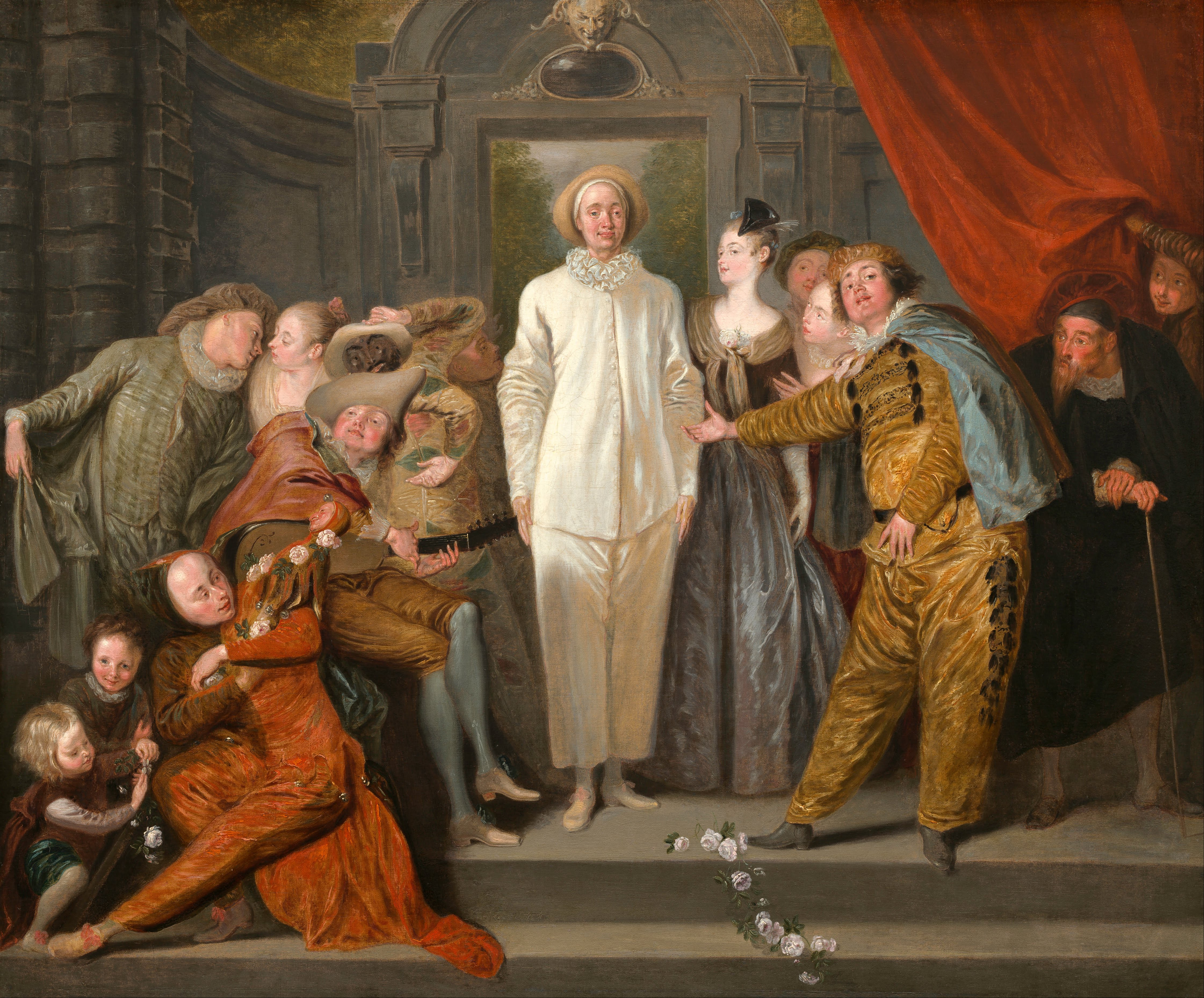
I commedianti italiani di Antoine Watteau

Il successo che le arrise per tutta la vita, i mezzi che ne derivarono, le frequentazioni altolocate e l'immensa notorietà, fecero sì che l'iconografia di Silvia fosse molto ricca. Il tema è assai complesso perché la certezza dell'identificazione, in alcuni casi assoluta, è dubbia in altri. Alcune opere sono andate perdute e di altre rimane non il quadro d'origine ma le incisioni eseguite sulla base del quadro originale che, essendo tirate in molti esemplari sono, per forza di cose, sopravvissute più facilmente. In alcuni casi l'identificazione è ricavabile dall'atteggiamento, dal costume, dal ruolo scenico o dalla vicinanza con la cugina Elena Balletti, in arte Flaminia, vicino alla quale spesso fu ritratta. Quest'ultima è facilmente riconoscibile per la struttura fisica snella, l'altezza sopra la media e il lungo collo, tratti che coincidono perfettamente nelle varie opere.

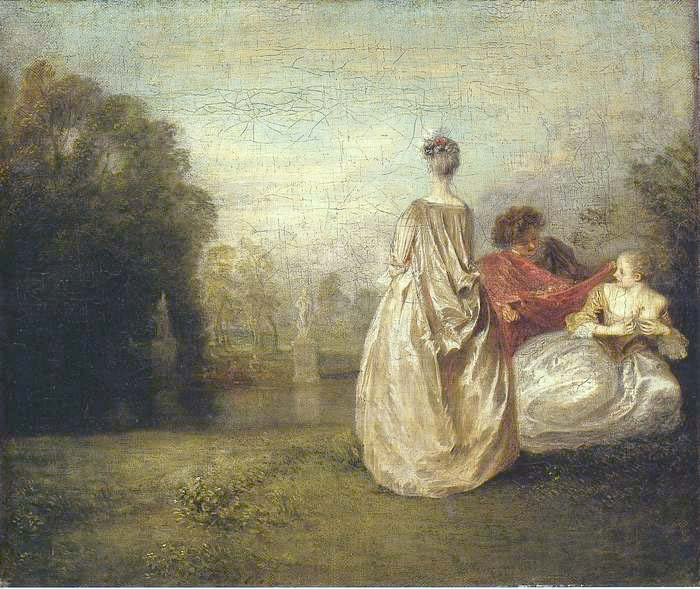
Antoine Watteau, Les deux cousines (c. 1717-1718).

Non sempre l'identificazione può essere certa in quanto la qualità delle incisioni talvolta è di basso livello e numerose opere, che in passato sono state giudicate ritratti dell'attrice, col tempo si sono poi rivelate attribuzioni inesatte, talvolta scambiando Silvia con la figlia Manon. 
La datazione del ritratto si basa spesso sui tratti somatici che via via rivelano un'età più avanzata, possiamo distinguere tra ritratti di attribuzione certa, anche a motivo della rassomiglianza dei tratti in più opere, e altri quadri in cui vengono rappresentati più personaggi della compagnia, alcuni dei quali di facilissima identificazione e altri presuntivamente identificabili per età, sesso, abito, ruolo di scena o atteggiamento.